# Thermocyclops decoratus
Thermocyclops decoratus – gatunek widłonoga z rodziny Cyclopidae. Nazwa naukowa tego gatunku skorupiaków została opublikowana w 1978 roku przez francuskiego zoologa-limnologa Bernarda Henriego Dussarta